# Ochrotrichia arva
Ochrotrichia arva är en nattsländeart som först beskrevs av Ross 1941.  Ochrotrichia arva ingår i släktet Ochrotrichia och familjen smånattsländor. Inga underarter finns listade i Catalogue of Life.